# Phân đoạn nòng súng

Daniel Craig trong phân đoạn nòng súng của Skyfall

Phân đoạn nòng súng là một đoạn phim đặc trưng xuất hiện trong hầu hết các phim về James Bond. Từ góc nhìn của một sát thủ tưởng tượng, đoạn phim cho thấy cảnh 007 bước ra, xoay người và bắn trực tiếp vào máy quay, dẫn đến máu chảy xuống khắp màn hình. Phân đoạn này thường đi kèm với bài nhạc James Bond Theme, của tác giả Monty Norman.
Ban đầu được thiết kế bởi Maurice Binder, phân đoạn được xuất hiện trong hầu hết các phim James Bond của Eon Productions sản xuất và dù giữ lại một vài yếu tố cơ bản nó đã tiến hoá đáng kể xuyên suốt loạt phim. Phân đoạn này là một trong những đặc điểm nhận dạng ngay lập tức của loạt phim Bond và đã xuất hiện nhiều trong các hoạt động quảng bá phim về James Bond lẫn các phim spinoffs và các phim nhái.
Chuyên gia truyền thông người Anh James Chapman gợi ý phân đoạn là một phần quan trọng của huyền thoại James Bond vì nó "nêu bật mô-típ góc nhìn, vốn là trung tâm của thể loại trinh thám"

## Miêu tả
Phân đọan bắt đầu với những chấm trắng chớp tắt chạy qua màn hình từ trái sang phải. Khi chạm cạnh phải màn hình, chấm trắng mở to hé lộ một nòng súng nhìn từ bên trong. Từ góc nhìn của một người sát thủ phía ngoài màn ảnh, máy quay dõi theo James Bond đi từ phải sang trái trên phông nền trắng. Bất ngờ phát hiện mình bị theo dõi, Bond dừng giữa màn hình và nhanh chóng quay sang nã súng vào máy quay. Màn hình ngập tràn máu chảy từ trên xuống. Nòng súng lắc lư dần chuyển thành đốm trằng rơi xuống góc màn hình. Tùy vào tình huống mà đốm trắng thu nhỏ rồi mất luôn hoặc mở rộng ra để lộ cảnh phim tiếp theo.

## Nguồn gốc

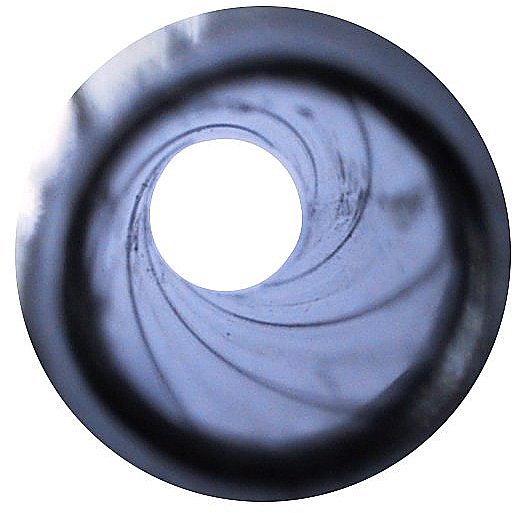
Nòng súng cỡ.38 với 6 rãnh xẻ.

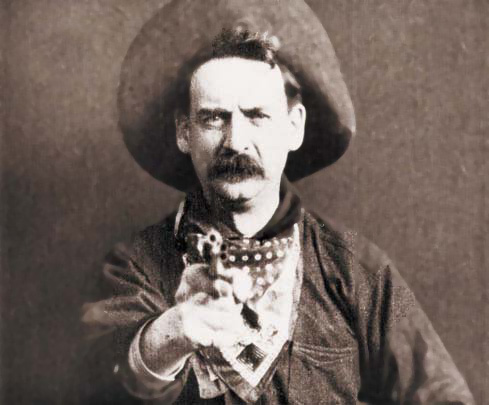
Phim The Great Train Robbery năm 1903, với diễn xuất của Justus D. Barnes, có thể đã ảnh hưởng tới phân cảnh nòng súng của James Bond.